# Distretto di Siha
Il distretto di Siha  è un  distretto della Tanzania situato nella regione del Kilimangiaro. Conta una popolazione di 139 019 abitanti (censimento 2022).

## Suddivisione amministrativa
Il distretto è diviso nelle seguenti circoscrizioni (wards), tra parentesi gli abitanti (censimento 2022):
1. Biriri (5 179)
2. Donyomurwak (9 840)
3. Gararagua (11 815)
4. Ivaeny (3 611)
5. Karansi (13 816)
6. Kashashi (5 573)
7. Kirua (6 626)
8. Livishi (5 198)
9. Makiwaru (11 428)
10. Miti Mirefu (1 989)
11. Nasai (8 594)
12. Ndumeti (12 345)
13. Ngarenairobi (13 794)
14. Olkolili (5 100)
15. Ormelili (7 174)
16. Sanya Juu (14 293)
17. Songu (2 644)